# Александровский (Северский район)
Александровский — хутор в Северском районе Краснодарского края Российской Федерации.
Входит в состав Михайловского сельского поселения.

## География
С южной стороны от хутора протекает река Аушедз.

## История
Хутор Александровский образован в 1890 году крестьянами.

## Население
| 2002 | 2010 |
| ---- | ---- |
| 0    | →0   |